# Tanytarsus anderseni
Tanytarsus anderseni is een muggensoort uit de familie van de dansmuggen (Chironomidae). De wetenschappelijke naam van de soort is voor het eerst geldig gepubliceerd in 1971 door Reiss and Fittkau.